# 王世称
王世称（1931年—），原名王式脩，男，辽宁锦州人，中国综合信息矿产预测专家，吉林大学教授。